# خايمي دي بينييس
خايمي دي بينييس (بالإسبانية: Jaime de Piniés)‏ (18 نوفمبر 1917، مدريد - 29 ديسمبر 2003) دبلوماسي إسباني، ممثل إسبانيا في الأمم المتحدة بين 1968 - 1985م، وسفير في المملكة المتحدة بين 1972 - 1973، ترأس الجمعية العامة للأمم المتحدة في دورتها الستين.

## مسيرته
بعد حصوله على شهادة في القانون من جامعة كومبلوتنسي في مدريد ، انضم سنة 1941 كمستشار قانوني في بنك إسبانيا، وشغل في ذلك المنصب إلى غاية 1945. وفي سنة 1944 التحق بالسلك الدبلوماسي وتم تعيينه في سفارات إسبانيا في كوبا والمملكة المتحدة والولايات المتحدة الأمريكية والفلبين. وفي عام 1957 ، تم تعيينه رئيس قسم السياسة الأمريكية في وزارة الشؤون الخارجية الإسبانية.
وفي سنة 1960 ، أعفي من مهامه في وزارة الشؤون الخارجية وتم تعيينه نائب ممثل إسبانيا الفرانكاوية في الأمم المتحدة؛ وبعد ثماني سنوات تولى منصب الممثل الدائم لإسبانيا، واستمر في هذا المنصب بين 1968 إلى غاية 1985م (تاريخ تقاعده)، مع انقطاع واحد بين 1972 و 1973 ، عندما عُيّن سفيراً لإسبانيا في المملكة المتحدة، كما استمر في منصبه خلال فترة الانتقال الديمقراطي، في فترة حكم أدولفو سواريث وفيليبي غونزاليس .
وفي سنة 1975 أبلغ خايمي دي بينييس الخارجية الإسبانية بضرورة عودة الصخور والجزر الصغيرة فورا إلى المغرب، وإعادة سيادة مليلية إلى المغرب في غضون 20 سنوات ورفض أي نقاش حول سبتة حتى استرجاع سيادة إسبانيا على جبل طارق.
وبعد تقاعده، تم تعيينه بموجب مرسوم ملكي سفيرا خاصا في الأمم المتحدة، ليترأس الجمعية العامة للأمم المتحدة في دورتها الستين. وهو متزوج وله ابنان، وتوفي بينييس في مدريد في أواخر 2003 .

## روابط خارجية
- خايمي دي بينييس على موقع مونزينجر (الألمانية)